# Ciclismo su strada ai I Giochi panamericani giovanili
Le competizioni di ciclismo su strada ai I Giochi panamericani giovanili si sono svolte dall'1 al 3 dicembre a Guadalajara de Buga, in Colombia

## Podi

### Ragazzi
| Evento         | Oro           | Argento             | Bronzo           |
| Gara su strada | Gabriel Rojas | Harold Martín López | Germán Gómez     |
| Cronometro     | Victor Ocampo | Kaden Hopkins       | João Pedro Rossi |

### Ragazze
| Evento         | Oro            | Argento        | Bronzo            |
| Gara su strada | Yareli Acevedo | Erika Botero   | Elizabeth Castaño |
| Cronometro     | Lina Hernández | Yareli Acevedo | Erika Botero      |